# Mensur Mujdža
Mensur Mujdža (Zagreb, 28 de março de 1984) é um futebolista bósnio que atua como lateral-direito. Defende o 1. FC Kaiserslautern.